# シドニー・コールマン
シドニー・コールマン（Sidney Richard Coleman, 1937年3月7日 - 2007年11月18日）は、アメリカ合衆国の理論物理学者。

## 略歴
1937年3月7日シカゴで生まれる。1957年イリノイ工科大学を卒業、1962年にカリフォルニア工科大学で博士号取得。同年にハーバード大学の教員に就任。量子力学の研究を行い、1967年にコールマン・マンドゥーラの定理、1973年にコールマン・ワインバーグ分析を考案。2007年11月18日、レビー小体型認知症のため死去。70歳。

## 物理学への貢献
彼の最も有名な研究の例としては、
- ボソン化法（英語版）
- コールマン＝マンデュラの定理[3]
- タッドポール
- コールマンの定理（英語版）[4]
- シリング模型（英語版）と量子サイン＝ゴルドン方程式（英語版）の同値性[5]
- 偽の真空の運命の半古典的分析
- コールマン＝ワインバーグのポテンシャル
- 薄壁限界のQボール
- エリチェでの講義、その一部は彼の著書『Aspects of Symmetry[6]』に残されている（レビューと教育）

などがある。

## 主な受賞歴
- 1990年 ICTPのディラック・メダル
- 2000年 ハイネマン賞数理物理学部門